# Геологія Венесуели
Геологія Венесуели
На тер. Венесуели виділяють дек. структурних елементів: Ґвіанський щит, Венесуельський крайовий прогин і сх. відроги Андської складчастої системи. Западина Маракайбо заповнена морськими пісковиками і сланцями крейди, континентальними і морськими вугленосними відкладами кайнозою, що вміщують великі поклади нафти і газу. У межах Ґвіанського щита, південніше р. Оріноко, на поверхню виходять архейські ґнейси, залізисті кварцити і зеленокам'яні вулканічні породи, неузгоджено перекриті пісковиками верхів ниж. протерозою (серія Рорайма), прорвані сіллами і дайками долеритів. Ці утворення складають найвищу частину Ґвіанського нагір'я. Хребти Анд складені сильно дислокованими глинистими сланцями і пісковиками ниж. палеозою, вулканогенними товщами карбону-тріасу, пісковиками і вапняками крейди, прорваними палеозойськими і палеогеновими гранітами. Берегові хребти складені в осн. породами верх. юри, крейди і палеогену.
Таким чином, територія В. включає три геологічні провінції: докембрійські щити, геотектонічні комплекси і басейни осадонакопичення, що представляють винятковий потенціал розвитку мінерально-сировинної бази країни.